# Haltepunkt Wattenscheid-Höntrop
Der Haltepunkt Wattenscheid-Höntrop ist neben dem Bahnhof Wattenscheid der zweite Halt für den Schienenpersonennahverkehr im Bochumer Stadtbezirk Wattenscheid. Er wird von der Linie S1 der S-Bahn Rhein-Ruhr von Dortmund Hauptbahnhof nach Solingen Hauptbahnhof bedient.

## Geschichte

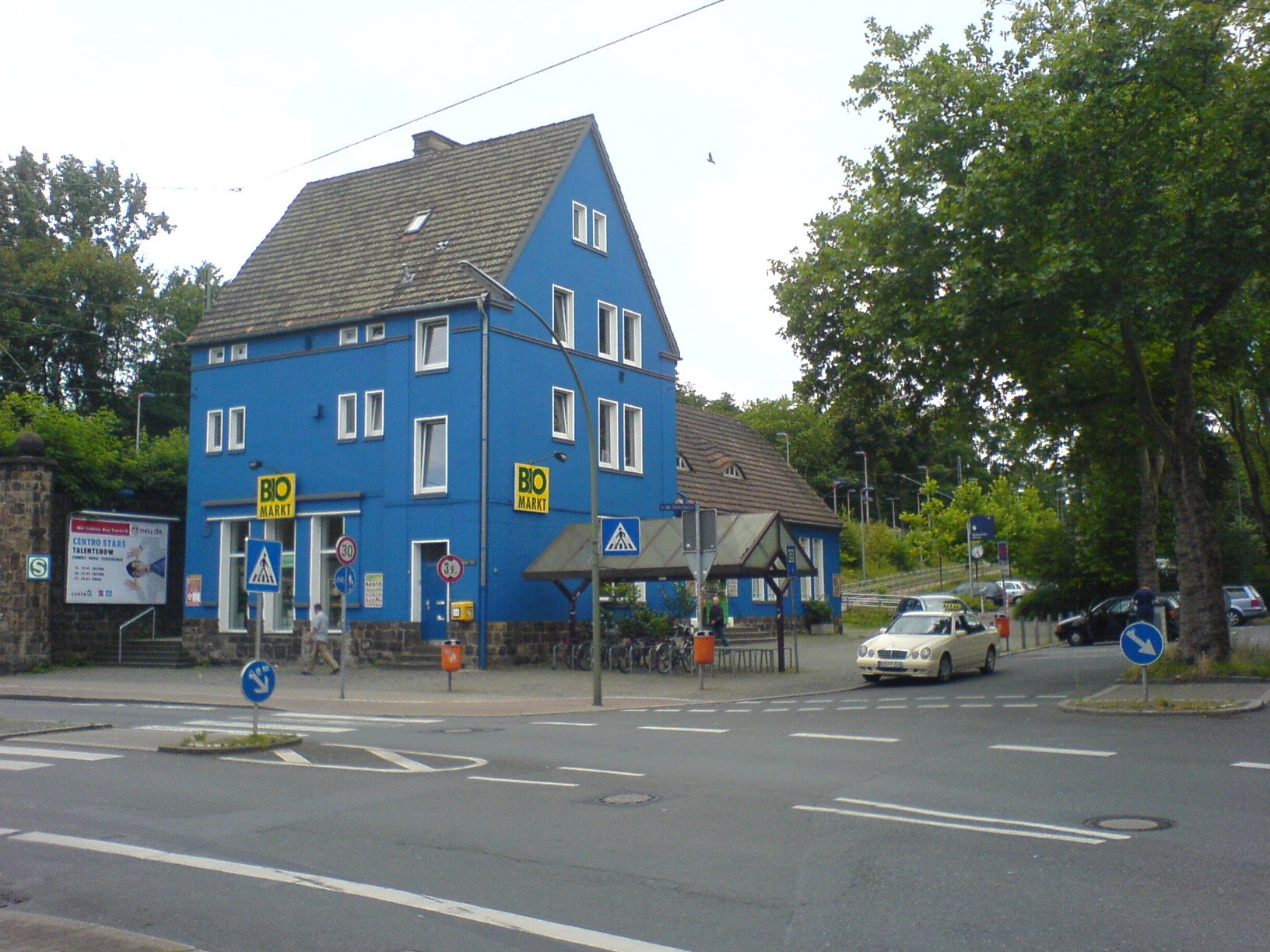
Ehemaliges Empfangsgebäude, 2007

Die Strecke der Bergisch-Märkischen Eisenbahn-Gesellschaft vom ehemaligen Hauptbahnhof Bochum Süd nach Mülheim an der Ruhr wurde am 1. März 1862 in Betrieb genommen. Ein Wartehaus mit Fahrkartenverkauf wurde am 1. Juni 1886 in Höntrop eröffnet. Am 1. Oktober 1910 folgte das Empfangsgebäude.
Seit dem 26. Mai 1974 verkehrt hier die Linie S 1. Das Gebäude wird seitdem als Ladenlokal genutzt, unter anderem als Restaurant.

## Bedienung
Der Haltepunkt wird ausschließlich im Schienenpersonennahverkehr durch die S-Bahn Rhein-Ruhr bedient:
| Linie | Linienverlauf | Takt                                      |
| ----- | --- | ----------------------------------------- |
| S 1   | Solingen Hbf – SG-Vogelpark – Hilden Süd – Hilden – D-Eller – D-Eller Mitte – D-Oberbilk – D-Volksgarten – Düsseldorf Hbf – D-Wehrhahn – D-Zoo – D-Derendorf – D-Unterrath – D-Flughafen – Angermund – DU-Rahm – DU-Großenbaum – DU-Buchholz – DU-Schlenk – Duisburg Hbf – MH-Styrum – Mülheim (Ruhr) Hbf – E-Frohnhausen – Essen West – Essen Hbf – E-Steele – E-Steele Ost – E-Eiberg – Wattenscheid-Höntrop – BO-Ehrenfeld – Bochum Hbf – BO-Langendreer West – BO-Langendreer – DO-Kley – DO-Oespel – DO-Universität – DO-Dorstfeld Süd – DO-Dorstfeld – Dortmund Hbf Stand: Fahrplanwechsel Dezember 2023 | 30 min 15 min (Essen–Dortmund wochentags) |

Es bestehen Planungen, im Zuge der Einrichtung des Rhein-Ruhr-Expresses den Halt des Regional-Express RE 16 „Ruhr-Lenne-Express“ und der Regionalbahn RB 40 „Ruhr-Lenne-Bahn“ vom Bahnhof Wattenscheid nach Wattenscheid-Höntrop zu verlegen.

## Stadtverkehr
Die Bushaltestelle Wattenscheid-Höntrop S befindet sich in unmittelbarer Nähe auf der Höntroper Straße. Hier halten die Linien 344, 346, 365, 389 und 390, welche an den nahegelegenen Verknüpfungspunkten Höntrop Kirche (Straßenbahn Linien 305 und 310) oder August-Bebel-Platz (Straßenbahn Linie 302) Anschluss haben.
Alle Buslinien werden von der BOGESTRA betrieben. Fahrzeiten sind den Fahrplänen zu entnehmen.
| Linie | Verlauf | Takt (Mo–Fr)                            |
| ----- | --- | --------------------------------------- |
| 344   | BO-Wattenscheid Freiheitstr. – August-Bebel-Platz – Wattenscheid Bf – Höntrop Kirche – WAT-Höntrop – Eppendorf – BO-Weitmar – Querenburg, Ruhr-Universität – Querenburg, Hustadt – Hochschule Bochum | 30 min                                  |
| 346   | BO-Wattenscheid Freiheitstr. – August-Bebel-Platz – Höntrop Kirche – WAT-Höntrop – Eppendorf In der Mark – Munscheid – BO-Weitmar – Querenburg, Ruhr-Universität – Querenburg, Hustadt – Hochschule Bochum                                                                                                  | 30 min                                  |
| 365   | Bochum Hbf – Bochum Rathaus – Schauspielhaus – Bergmannsheil – Werk Eickhoff – Bärendorf – Weitmar Mitte – Munscheid – Eppendorf In der Mark – WAT-Höntrop – Höntrop Kirche – Wattenscheid Bf – Wattenscheid August-Bebel-Platz (← Leithe) – Wattenscheid, Ottostr.                                         | 30 min                                  |
| 389   | Gelsenkirchen Hbf – Gelsenkirchen-Neustadt – Marienhospital Gelsenkirchen – Bochum-Wattenscheid-Leithe – Wattenscheid August-Bebel-Platz – Wattenscheid Bf – Höntrop Kirche – WAT-Höntrop – Höntrop Gerdes Feld – Bochum-Eiberg Zilleweg                                                                    | 15/30 min                               |
| 390   | Linden Mitte – Oberdahlhausen Scharpenseelstr. – Höntrop Gerdes Feld – WAT-Höntrop – Höntrop Kirche – Wattenscheid August-Bebel-Platz – Günnigfeld Ulrichstr. – Bochum-Hordel Röhlinghauser Str. – Herne-Röhlinghausen Markt – Eickel Auf der Wenge – Holsterhausen Dorstener Str. – Herne Mitte – Herne Bf | 30 min 15 min (Oberdahlh.–Wattenscheid) |

Eine Verkehrsmittelnutzung unter dem Gesichtspunkt der Barrierefreiheit ist möglich. Der Bahnhof Wattenscheid-Höntrop ist eine Park-and-Ride-Station und verfügt über Abstellflächen für Fahrräder sowie eine Leih-Fahrradstation. 